# Chong Kal (comuna)
Chong Kal es una comuna (khum) del distrito de Chong Kal, en la provincia de Oddar Mean Chey, Camboya. En marzo de 2008 tenía una población estimada de 7651 habitantes.
Se encuentra ubicada al norte del país, cerca de los montes Dangrek y de la frontera con Tailandia.